# Michèle Moser
Michèle Moser, geb. Knobel (* 14. Februar 1979) ist eine Schweizer Curlerin.

## Karriere
Ihr grösster Erfolg war der Gewinn der Silbermedaille bei den Olympischen Winterspielen 2006 in Turin im Team von Skip Mirjam Ott.